# Мамина Юность
Мамина Юность (рос. Мамина Юність) — музичний альбом українського гурту «Lюk», виданий 24 квітня 2009. Пісні виконують російською, українською, французькою та італійською мовами.
Музиканти заявили, що у новому альбому буде менше лаунжу і більше рок-музики. Серед учасників запису — вокаліст групи «...и Друг Мой Грузовик» Антон Слєпаков, який був співавтором тексту і виконав чоловічу партію в пісні «Митхун Чакраборти».
У пісні «Tribute to Shostakovich», присвяченій видатному композиторові, можна почути голос самого Дмитра Шостаковича, записаний під час його радіозвернення до слухачів у блокадному Ленінграді.
Запис, зведення і мастеринг проходили на київській студії «211» під керівництвом Віталія Телезіна, який став саундпродюсером альбому.

## Композиції
1. Друг (3:47)
2. Нафта (3:35)
3. Митхун Чакраборти (3:57)
4. Le Petrole (4:16)
5. Олени (3:08)
6. Дама Из Праги (4:05)
7. Байкалы, Амуры (4:39)
8. Зима (3:20) (текст — Сергій Жадан)
9. Porno (3:34)
10. Антон (3:43) (текст — Сергій Жадан)
11. L'emozzione (3:43)
12. Время Внутри (4:03)
13. Tribute To Shostakovich (2:39)